# Incompetência istmocervical
Incompetência istmo-cervical (IIC) ou insuficiência cervical é a condição médica em que o colo uterino reduz de tamanho e se dilata antes do fim da gravidez, geralmente durante o segundo trimestre. Pode ser causado por defeitos anatômicos ou lesões locais. Afeta cerca de 1% das mulheres.

## Causas
As causas de incompetência istmo-cervical podem ser de dois tipos: congênitas ou adquiridas. As causas congênitas são aquelas que levam a uma má-formação do canal ístmico-cervical, exemplo: maior concentração de fibras elásticas que fibras musculares. As causas adquiridas, por sua vez, são aquelas que levam a uma deformidade deste canal após o nascimento como partos com utilização de fórceps, partos traumáticos, dilatação forçada do colo uterino, conização, tumores istmo-cervical (como miomas ou papilomas), etc.
A IIC leva a perdas gestacionais a partir da décima oitava semana, quando o bebê ainda não está pronto para viver fora do útero materno.
Geralmente as perdas são inevitáveis, quando não monitoradas por um bom profissional, pois o colo dilatada sem dor. Por vezes a bolsa estoura sem aviso prévio.

## Sinais e sintomas
Geralmente não causa sintomas antes do parto prematuro, logo o diagnóstico quase sempre só é feito após uma ou mais partos prematuros ou abortos sem motivo aparente. Pode causar pequeno sangrado e sensação de pressão. O cérvix apagado pode ser visto em uma colposcopia a partir das 15 semanas.

## Diagnóstico
Com ultrassonografia transvaginal a partir da 16a semana. A incompetência cervical pode ser definida como comprimento cervical inferior a 25 mm antes da 24a semana de gestação. Quanto menor maior o risco de parto prematuro.

## Tratamento
As medidas de precaução geralmente são:
- Repouso moderado à absoluto
- Cerclagem na 12-14ª semana de gestação
- Medicamentos inibidores de contração uterina precoce (Inibina, Dactil), AAS. Mas os médicos também não concordam plenamente com esses medicamentos, existindo ressalvas quanto a seu uso.

O que se sabe até hoje é que o repouso absoluto costuma ajudar a manter a gestação até pelo menos a 34ª semana, quando então o pulmão do bebê estará melhor desenvolvido. Quando detectada, administrar corticosteroides para amadurecimento dos pulmões fetais é uma medida importante para preparar o feto para o parto.
O uso de pessário cervical está sendo estudado como uma alternativa às cerclagens cervicais, pois há menos complicações potenciais. Um anel de silicone é colocado na abertura do colo do útero no início da gravidez e removido quando nas últimas semanas da gravidez (37-40a semana).

### Cerclagem
A cerclagem é uma cirurgia para manter o cérvix fechado e é associada a utilização de progesterona tópica como medida preventiva, nas mulheres história prévia de incompetência cervical ou em casos de pacientes em urgência com cervicodilatação, na ausência de contraindicações. O relato isolado de largura cervical inferior a 25 mm não é considerado critério absoluto para realização desse procedimento.
Cerclagem é como uma costura em volta do colo uterino antes da 13ª semana de gestação com um, dois ou mais pontos, dependendo do grau da IIC. É feita com anestesia local ou radial e, na maioria das vezes, não há necessidade de internação. A linha utilizada é em sua maioria a mesma usada em cardiologia.  Além disso, existem diversas técnicas de cerclagem ou ainda, circlagem, como é escrita em alguns livros.
Não é uma técnica 100% garantida, mas, mesmo assim, consegue aumentar as chances de uma gravidez com sucesso.
Também existe a cerclagem interna, pouco usada no Brasil. Esta é feita com uma cirurgia de grau maior, e tem mais riscos que a outra.
Antes de recorrer à cerclagem, converse com seu ginecologista para saber se ele está habilitado para esse procedimento. Apesar de simples, a realização da cerclagem exige estudo e acompanhamento por parte do médico.
Após a cirurgia, como medida cautelar, deve-se realizar o ultrassom mensalmente para medir o colo uterino. Colo uterino menor que 3cm exige cautela e repouso absoluto, pois corre-se risco de rompimento dos pontos da cerclagem.